# Confine tra Libia e Niger
Il confine tra la Libia e il Niger ha una lunghezza di 342 km e parte dal triplice confine con l'Algeria a ovest fino al triplice confine con il Ciad a est.

## Descrizione
Il confine inizia a ovest al triplice confine algerino, appena a nord del passo di Salvador, un valico strategico tra i due paesi. Procede quindi in direzione sud-est, curvando più a sud fino a Tummo, dopo di che vira bruscamente a nord-est fino al triplice confine ciadiano. I confini attraversano un tratto remoto del deserto del Sahara.

## Storia
Il 1880 vide un'intensa competizione tra le potenze europee per i territori in Africa, attraverso un processo noto come Spartizione dell'Africa che culminò nella conferenza di Berlino del 1884, in cui le nazioni europee interessate concordarono sulle loro rispettive rivendicazioni territoriali e delle regole degli impegni futuri. Come risultato di ciò, la Francia ottenne il controllo della valle superiore del fiume Niger (più o meno equivalente ai territori attuali del Mali e del Niger). La Francia occupò quest'area nel 1900, dichiarandolo territorio militare del Niger, governato originariamente da Zinder. Il Niger era originariamente incluso, insieme al Mali e al Burkina Faso, all'interno della colonia dell'Alto Senegal e del Niger, tuttavia fu scisso nel 1911 e divenne un territorio costituente della colonia federale dell'Africa Occidentale Francese (Afrique occidentale française, abbreviato AOF).
Nel frattempo l'Italia, che desiderava espandersi nel territorio nell'area dell'attuale Libia, cercò di emulare l'espansione coloniale delle altre potenze europee, e indicò il riconoscimento della suddetta linea alla Francia il 1º novembre 1902. L'Impero ottomano aveva governato le aree costiere di quella che è oggi la Libia dal XVI secolo, organizzato nel Vilayet della Tripolitania, con un confine non ben definito a sud.  Nel settembre 1911 l'Italia invase la Tripolitania e l'anno successivo venne firmato il Trattato di Ouchy con il quale gli Ottomani cedettero formalmente la sovranità dell'area all'Italia. Gli italiani organizzarono la regione appena conquistata nelle colonie della Cirenaica italiana e della Tripolitania italiana, e gradualmente iniziarono a spingere i limiti dei territori a sud; successivamente, nel 1934, unirono i due territori come la Libia italiana. La Francia e l'Italia delimitarono il confine tra l'Algeria francese e la Libia italiana nel 1919, che copriva anche il segmento del moderno confine Libia-Niger fino a Tummo. I dettagli precisi della delimitazione della sezione ad est da Tummo al triplice confine con il Ciad rimangono alquanto confusi, tuttavia la linea della convenzione attualmente in vigore sembra essere stata concordata in un certo momento in questo periodo. Il confine libico-nigerino era un tempo più lungo di quanto lo sia attualmente, prima del trasferimento, il 18 marzo 1931, dei Monti Tibesti dal Niger al Ciad.
Durante la campagna nordafricana della seconda guerra mondiale l'Italia fu sconfitta e le sue colonie africane furono occupate dalle potenze alleate, con la Libia divisa in zone di occupazione britannica e francese. La Libia ottenne in seguito la piena indipendenza il 2 dicembre 1951. Il 1º agosto 1955 fu firmato un trattato franco-libico che riconosceva il confine esistente. Successivamente il Niger ottenne l'indipendenza dalla Francia il 3 agosto 1960 e il confine divenne una frontiera internazionale tra due stati indipendenti.
Negli ultimi anni la regione di confine ha acquisito una rinnovata attenzione, a causa del crescente numero di migranti africani che l'attraversano e che cercano di raggiungere l'Europa. La Francia ha iniziato a prestare assistenza nel controllo del confine negli ultimi anni data l'insicurezza, dal forte militare di Madama nel nord del Niger, 60 miglia (100 chilometri) a sud del confine libico.

## Valichi di frontiera
Il principale valico di frontiera è a Tummo, in Libia.